# Chenevelles
Chenevelles é uma comuna francesa na região administrativa da Nova Aquitânia, no departamento de Vienne. Estende-se por uma área de 29,3 km². Em 2010 a comuna tinha 471 habitantes (densidade: 16,1 hab./km²).